# タンザニアの国歌
タンザニア連合共和国の国歌は、賛美歌「神よ、アフリカに祝福を」 (スワヒリ語: Mungu ibariki Afrika) である。1961年にタンガニーカの国歌として採用された。

## 「神よ、アフリカに祝福を」について
「神よ、アフリカに祝福を」は、1897年に現在の南アフリカ出身の教師エノック・ソントンガが作詞・作曲した賛美歌であり、原詞コサ語による「コシシケレリ・アフリカ」(Nkosi sikelel' iAfrika) の名でも知られる。アフリカ民族会議 (ANC) の党歌とされるなど、パン・アフリカ主義に基づくアフリカ人解放運動を象徴する歌（アンセム）となったこの曲は、独立を達成したいくつかの国の国歌に採用された。「神よ、アフリカに祝福を」を国歌として最初に採用したのはタンガニーカである。

## 歴史
"Mungu ibariki Afrika" は1961年12月8日、タンガニーカのイギリスからの独立を祝う式典において、それまでのイギリス国歌「女王陛下万歳」に代わるタンガニーカの国歌として、はじめて演奏された。タンガニーカは「神よ、アフリカに祝福を」の旋律を国歌に採用した最初の国家となった。1964年4月、タンガニーカはザンジバル人民共和国と連合し、タンガニーカ・ザンジバル連合共和国（のちタンザニア連合共和国に改称）を結成し、タンガニーカの "Mungu ibariki Afrika" が連合共和国の国歌に採用された。ANC の党歌（アンセム）であったことは、"Mungu ibariki Afrika" がタンザニアの国歌として選ばれるにあたって大きな役割を果たした。"Mungu ibariki Afrika" はまた、タンザニアの統一と独立を願う賛美歌としても歌われた。
タンガニーカ（のちタンザニア）においては、独立後にキリスト教徒とイスラム教徒の宗教的な軋轢が懸念された。これには、政府の宣誓手続きがキリスト教徒のそれに由来することが挙げられる。"Mungu ibariki Afrika" という言葉には、さまざまな宗教の観点が含まれるとみなされることで、こうした軋轢を相殺することが図られた。"Mungu ibariki Afrika" は、タンザニアの学校において日常的に歌われている。1998年に発行された政府教育省の刊行物では、タンザニアの若者に愛国主義を涵養する手段として国歌を歌うことを推奨している。
2007年には、ムベヤ州でエホバの証人の信者である生徒が国歌を歌うことを拒否し、5人の生徒が放校、122人の生徒がその他の処分を受けたことから法律問題となった。かれらは、タンザニアの国旗への敬意が神への敬意に優先されていると考え、国歌を歌うことを拒否したのである。2010年12月3日、タンザニアの高等裁判所 (High Court of Tanzania) は、学校側の懲戒処分を適切と裁定した。2013年7月12日、タンザニアの控訴裁判所（The Court of Appeal of Tanzania. 最高裁判所にあたる）は、法律上国歌を歌う義務がないとして学校側の処分を違法とした。

## 歌詞

### スワヒリ語
1番
Mungu ibariki Afrika
Wabariki Viongozi wake
Hekima Umoja na
Amani Hizi ni ngao zetu
Afrika na watu wake.
Ibariki Afrika
Ibariki Afrika
Tubariki watoto wa Afrika.
2番
Mungu ibariki Tanzania
Dumisha uhuru na Umoja
Wake kwa Waume na Watoto
Mungu Ibariki Tanzania na watu wake.
Ibariki Tanzania
Ibariki Tanzania
Tubariki watoto wa Tanzania.

### 日本語訳
1番
神よ アフリカに祝福し給え
我が指導者に幸あれ
知恵 統一 平和
それは我らの盾なり
アフリカとその民にもたらし給え
祝福あれ アフリカに
祝福あれ アフリカに
我ら アフリカの子らに祝福し給え
2番
神よ タンザニアに祝福し給え
永遠の自由と統一を与え給え
その女性 男性 そして子供らに
神よ祝福し給え タンザニアとその民に
祝福あれ タンザニアに
祝福あれ タンザニアに
我ら タンザニアの子らに祝福し給え